# Pilatus (berg)
Pilatus är ett bergmassiv på gränsen mellan kantonerna Luzern, Obwalden och Nidwalden i Schweiz.
Den högsta toppen Tomlishorn  (2 128 m ö.h.) ligger i Obwalden, och nästan lika hög är sidotoppen Esel (2 121 m ö.h). Till Esel kan man åka antingen med världens brantaste järnväg Pilatusbahn från Alpnachstad, med en maximal lutning på 48 procent, eller med kabinbana från Kriens. Båda banorna når upp till 2 070 meters höjd.